# 증발산량
증발산량은 증발과 증산에 의해 토양에서 증발산한 수분의 양을 의미한다.

## 관련 용어
- 소비수량(consumptive use) : 특정 지역에서 총 증발량과 식물성장에 필요한 수량을 합한 것.[1]
- 잠재증발산량 : 일반적인 기후에서 유역 토양이 증발산에 방해받지 않을 정도의 충분한 물을 포함하고 있고, 식생이 조밀한 상태에서의 증발산량[2]
- 실제증발산량 : 증발산계, 물수지방법, 증발접시와의 상관 정도를 이용해 산정한 증발산량 또는 잠재증발산량에 계수를 곱해 산정한 증발산량[2]

## 산정 방법
증발산량 산정 방법에는 증발산계(evapotranspirometer)에 의한 측정 방법, 물수지방법, 에너지수지방법, 기상자료에 의한 방법으로 크게 나눌 수 있다.
잠재증발산량을 산정하기 위한 공식들에는 다음의 것들이 있다.
- Thornthwaite 방법 : 가장 간단. 공기의 온도가 가장 중요한 변수. 월 및 계절의 잠재증발산량 산정에 적절
- Blaney-Criddle 방법 : 가장 간단. 공기의 온도가 가장 중요한 변수. 계절의 실제증발산량 산정에 적절. 국지적으로 조정된 경우 월의 실제증발산량 산정에도 쓰임.
- 수정 Jensen-Haise 방법 : 공기의 온도, 태양에너지, 증기압차의 개략적 값 이용. 월 및 계절, 5일 잠재증발산량 산정에 적절
- Penman 방법 : 종합적인 방법. 5일, 1일 잠재증발산량 산정에 적절
- Penman-Monteith 방법 : 종합적인 방법. 시간, 일, 5일, 월 및 계절 잠재증발산량 산정에 적절.

### Penman 방법
Penman 방법이 가장 정확한 때는 하루에서 한달동안 기준작물증발산을 산정할 수 있고, 지역조건에 대해 보정할 때이다. 알팔파 기준 작물계수를 써서 증발산량 Etr을 정한다. 다음 식으로 계산된 증발산량 Etr(cm/day)에 작물계수를 곱한다.
{\displaystyle E_{tr}={\frac {\Delta }{\Delta +\gamma }}E_{n}+{\frac {\gamma }{\Delta +\gamma }}E_{a}}
En : 에너지수지방법에 의해 산정한 증발량(cm/day)
Ea : 공기동역학적 방법에 의해 산정한 증발량(cm/day)
Δ : 온도 대 포화증기압곡선의 기울기
γ : 습도계상수(mb : 0.66, mmHg : 0.485)

### Penman-Monteith 방법
가장 물리적인 개념에 바탕을 두고 증발산량을 계산하는 방법이다. 기공저항(stomatal resistance) rs, 공기동역학저항(aerodynamic resistance) ra를 포함하고 있어 경험적 작물계수가 필요없다.

## 참고 문헌
- 이재수 (2018). 《수문학》 2판. 구미서관. ISBN 9788982252914.